# Öland
 Öland  je drugi po veličini švedski otok i najmanja švedska pokrajina. Otok je dug 137 km a širina iznosi do 16 km. Pripada Županiji Kalmar a podijeljen je na dvije općine; Borgholm na sjeveru i Mörbylångu na jugu. Površina otoka je 1.342 km² i nalazi se u Baltičkom moru nedaleko smålandske obale. Na otoku živi oko 25.000 stanovnika ali tijekom švedske proslave sredine ljeta taj broj se penje do 500.000. Od kopna je rastavljen Kalmarskim tjesnacem a vezu između otoka i kopna čini 6 km Ölandski most, otvoren za promet 1972. Najveće naselje na otoku je Färjestaden, ali jedino Borgholm ima konture grada. Popularno je turističko odredište u vrijeme godišnjih odmora. Na otoku se nalazi i ljetna rezidencija švedske kraljevske kuće Bernadotte.

## Galerija slika
- Homrevet, sjeverni Öland
- Kraljevska rezidencija Solliden
- Vjetrenjače
- Svjetionik Långe Erik

## Vanjske poveznice
|  | Zajednički poslužitelj ima još gradiva o temi Öland |

- www.mittoland.se Vijesti sa Ölanda
- www.olandsturist.se Turistički podaci o Ölandu